# Nunca te diré adiós (telenovela)
Nunca te diré adiós es una telenovela peruana-venezolana exhibida en 2005 por Venevisión. Fue grabada en escenarios de la amazonía peruana y cuenta con un elenco internacional encabezado por los mexicanos Paola Toyos y Luis Caballero. En el 2016, Latina Televisión transmitió esta serie después de varios años, como parte de su programación de madrugada.

## Sinopsis
La historia de una joven burlada y abandonada, que al cabo de años regresa para cobrar una deuda. Maki y Juan Francisco se conocen muy jóvenes, cuando el llega al pueblo donde ella vive, en las riberas del Río Orinoco, para filmar un comercial.
Maki y Juan Francisco se envuelven en un romance y la inocente Maki se entrega a él. Aunque Juan Francisco la ama, le oculta una verdad y es que él ya está comprometido con otra mujer.
Juan Francisco debe retornar a Caracas, no sin antes de hacerle una promesa a Maki, de volver pronto. Maki lo espera con mucha ilusión. Mientras tanto, tiene una hija, Florecita. Juan Francisco retorna, pero no solo, sino en compañía de su esposa Fanny. Entre ambos se llevan a la niña de Maki, quién ha sido acusada de algo ilegal.
Maki, desesperada, intenta suicidarse, pero es rescatada por Ricardo, un periodista, y actor quién será clave en su futuro, y es quién la protege y ayuda en su plan destinado a recuperar a la niña y a vengarse. 
Maki sucesivamente se transforma en tres mujeres completamente distintas: en Soraya, en Campanita y en Consuelo. Cada una de sus identidades se las arreglarán para hacer mella en el corazón de Juan Francisco cuyo destino es amar a Maki.

## Elenco
- Luis Caballero - Juan Francisco
- Paola Toyos - Maky
- Harry Geithner - Ricardo Alvarado
- Gonzalo Revoredo-Mauricio
- Rebeca Escribens-
- Wanda D'Isidoro - Fanny Colmenares
- Bebsabé Duque - Marina Suero
- Lourdes Berninzon - Esther Colmenares
- Juan Carlos Vivas - Saul Robles
- Ofelia Lazo